# Valeri Klímov
Valeri Klímov, en ruso, Валерий Александрович Климов, (Kiev, 16 de octubre de 1931) es un violinista ruso.

## Biografía
Klímov nació en Kiev, en la entonces Unión Soviética, hoy Ucrania, en una familia de músicos; su padre, el director de orquesta Alexander Klímov, comenzó su formación de joven. Estudió en el Conservatorio de Odesa y en el de Moscú. En este último conservatorio, mientras era discípulo de David Óistraj, fue nombrado solista en la Orquesta Filarmónica de Moscú y ganó la edición inaugural para violín del Concurso Internacional Chaikovski. Ganó otros diversos premios, como el del Tercer Festival Mundial de la Juventud y los Estudiantes en Berlín (1951), el del concurso Marguerite Long-Jacques Thibaud en París (1956) y el del Concurso Internacional de violinistas en Praga (1956).
Condenado a tres años en un gulag por homosexualidad a finales de la era soviética, confesó a Yaroslav Mogutin que había visto asesinatos brutales de por lo menos diez homosexuales. Uno de ellos fue asesinado por diez presos que, después de violarlo numerosas veces, saltaron con los pies juntos sobre su cabeza hasta matarlo.
Más tarde se le permitió viajar a Occidente con mayor facilidad, debutando en el Royal Festival Hall en 1967; desde entonces ha actuado en todo el mundo de forma habitual. Se le concedió la medalla de Artista del pueblo de la Unión Soviética.
Desde 1989 es profesor de la Escuela Superior de Música Saar de Saarbrücken, en Alemania.